# Wilmar Barrios
Wilmar Enrique Barrios Terán (* 16. Oktober 1993 in Cartagena) ist ein kolumbianischer Fußballspieler. Der defensive Mittelfeldspieler spielt seit Januar 2019 bei Zenit St. Petersburg in der russischen Premjer-Liga und ist seit September 2016 kolumbianischer Nationalspieler.

## Karriere

### Verein
Barrios begann seine professionelle Laufbahn beim kolumbianischen Verein Deportes Tolima in der höchsten Spielklasse Kolumbiens. 2013 wurde er in den Profikader befördert, spielte dennoch hauptsächlich bei der Reserve Tolimas. Barrios debütierte für die Kampfmannschaft am 23. Februar 2013. Bei der 3:0-Auswärtspleite gegen Boyacá Chicó stand er in der Startformation, flog jedoch in der 78. Minute nach Gelb-Rot vom Platz. Erst in der nächsten Saison wurde Barrios häufiger eingesetzt und kam letztendlich auf 36 Ligaeinsätze.
Am 25. August 2016 wechselte Wilmar Barrios zum argentinischen Spitzenklub Boca Juniors. Für den Kolumbianer wurde eine Ablöse von 2,6 Millionen Euro fällig. Sein Debüt bestritt er am 29. Oktober 2016, beim 4:0-Sieg über CA Temperley.
Am 1. Februar 2019 wechselte Wilmar Barrios für eine Ablösesumme in Höhe von 15 Millionen Euro zum russischen Erstligisten Zenit St. Petersburg, wo er einen 4½-Jahresvertrag unterzeichnete. Sein Debüt gab er am 2. März 2019 (18. Spieltag) beim 1:0-Auswärtssieg gegen Ural Jekaterinburg. Sein erster Treffer gelang ihm bereits zwei Wochen später beim 1:1-Unentschieden gegen Spartak Moskau. Er etablierte sich rasch als Stammspieler und kam in der restlichen Saison 2018/19 in 10 Ligaspielen zum Einsatz. Damit trug er nicht unwesentlich zum Meistertitel der Senittschiki bei.

### Nationalmannschaft
Am 7. September 2016 debütierte Wilmar Barrios für Kolumbien, als er gegen Brasilien über die volle Zeit am Spielfeld stand.
Barrios gehörte zur kolumbianischen Auswahl, die die Nation bei der Fußballweltmeisterschaft 2018 in Russland vertrat. Dort kam er in einem Gruppenspiel zum Einsatz und außerdem stand er im Achtelfinale gegen England am Platz. Dort scheiterte Kolumbien im Elfmeterschießen an den Three Lions. In diesem Spiel fielen Barrios und Kolumbien vor allem durch Fouls negativ auf. Unter anderem gab Schiedsrichter Mark Geiger Wilmar Barrios für einen Kopfstoß gegen Jordan Henderson nach Videobeweis nur die gelbe Karte.

## Erfolge
Zenit St. Petersburg
- Russischer  Meister: 2018/19, 2019/20, 2020/21
- Russischer Fußballpokal: 2019/20